# Флаг Империи Цин
Флаг империи Цин или «Флаг Желтого Дракона» (трад. кит.: 黃龍旗; упр. кит.: 黄龙旗; пиньинь: huáng lóng qí) - первый национальный флаг Китая, принятый в конце 19 века. На флаге обычно изображался Лазурный Дракон на простом желтом поле с красной пылающей жемчужиной в верхнем левом углу.  
Династия Цин, правившая Китаем с 1644 года до свержения монархии в ходе Синьхайской революции, была последней императорской династией в истории Китая. Между 1862 и 1912 годами династия представляла себя под флагом дракона.